# 紅魏瑟里茨河
50°58′54″N 13°37′47″E / 50.9816°N 13.6296°E

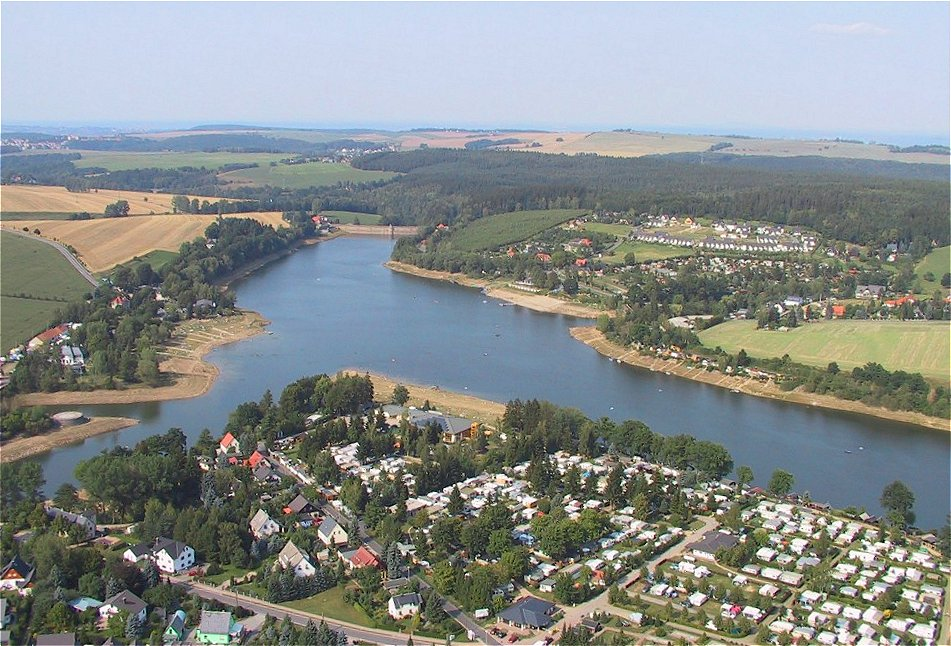

紅魏瑟里茨河是德國的河流，位於該國東部，流經薩克森自由州，屬於魏瑟里茨河的支流，河道全長36.5公里，流域面積161.2平方公里，發源自東厄爾士山脈，河畔城鎮有施米德貝格。